# Blue note (muziek)
Blue notes zijn tonen die niet in westerse toonladders voorkomen en kunnen worden bereikt met instrumenten die tonen kunnen 'buigen', zoals onder andere de gitaar, bluesharp, saxofoon en klarinet. Er zijn drie blue notes in de bluestoonladders: bij bIII, bV en bVII. Op instrumenten waarop het niet mogelijk is tonen te buigen (zoals bij toetsinstrumenten), kan men een soortgelijk effect bereiken door middel van een voorslag; bijvoorbeeld door kort bIII voor III te spelen.

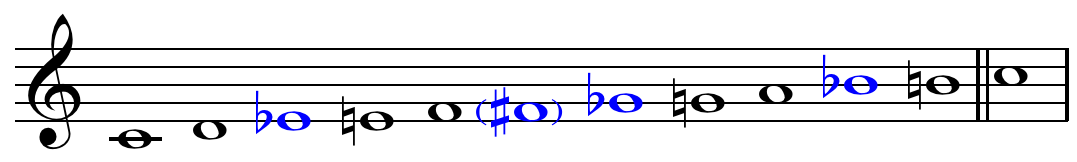
Blue notes (in blauw): ♭3, (♯4)/♭5, ♭7